# Брёкер, Эрдманн Густав фон
Эрдманн Густав фон Брёкер (нем. Erdmann Gustav von Bröcker; 1784—1854) — российский юрист, педагог и общественный деятель; профессор и декан Дерптского университета; статский советник.

## Биография
Родился 18 (29) ноября 1784 года в Риге — внук секретаря земского дерптского суда и сын секретаря рижского надворного суда.
Начальное образование получил дома, а затем в пасторате Польве, близ Дерпта, и наконец, в рижской соборной школе (Domschule); по окончании гимназического курса он поступил на юридический факультет Дерптского университета и слушал там лекции с 1802 по 1805 год, образование же свое завершил в Гейдельбергском университете.
После возвращения в Лифляндию 16 октября 1806 года он был назначен нотариусом при рижском магистрате; с 1809 по 1821 год был секретарём ландфохтейского суда магистрата; в этой должности Брёкеру открылось обширное поле для изучения права, так как ландфохтейский суд ведал не только гражданские споры между жителями обширных рижских предместий, но и полицейскую часть в «натримониальных» владениях Риги. Кроме того, на Брёкера было возложено рижским городским управлением особое поручение по разработке проекта пожарного и строительного «Положения» для города и его предместий.
Принимал деятельное участие в общественной жизни; с 1812 года выступил энергичным деятелем в местном литературном обществе (образовавшемся в Риге в 1802 году). В сотрудничестве с генерал-суперинтендантом Зоннтагом, директором правительственных школ Альбанусом и старшими пасторами Бергманом и Граве, Брёкер существенно способствовал пробуждению в среде лифляндцев интереса к поэзии, философии, медицине и к ближайшему изучению торговли, промышленности, сельского хозяйства, истории, географии и статистики Прибалтийского края; этим вопросам он посвятил много статей, напечатанных в разное время в газете «Rigasche Stadtblätter» и подробно указанных у Августа фон Бульмерингка. Гиперактивная деятельность настолько расстроила здоровье Брёкера, что он был вынужден оставить службу. Поселившись, после отдыха в деревне, в Дерпте, он принял в 1822 году предложенную ему местным городским советом должность обер-секретаря. 
В марте 1825 года Брёкер обратился к новому поприщу деятельности. Тяготея по преимуществу к юридическим вопросам и скопив обширный запас теоретических познаний и практического опыта в области провинциального права, он имел все задатки для того, чтобы выступить академическим преподавателем местного прибалтийского права. В 1824 году Брёкер представил в Кёнигсбергский университет диссертацию на тему «Maleficus ob fugam e carcere graviter puniendus est?» и, приобретя там, in absentia, степень доктора права, с 27 июня 1825 года занял в Дерптском университете кафедру по провинциальному праву, со званием экстраординарного профессора; в 1831 году перешёл, в звании ординарного профессора, к преподаванию государственного права, политики и международного права.
В 1832, 1836, 1841, 1843—1845 гг. Брекер был избирался в деканы юридического факультета; в 1833, 1838, 1842, 1846 и 1849 гг. председательствовал в апелляционном и ревизионном университетском суде и много лет нёс обязанности члена в университетском суде; кроме того он долгое время состоял цензором периодических изданий, печатавшихся в Дерпте в изобилии.
Утвержденный в чине надворного советника в 1831 году, Брекер в 1833 году был пожалован орденом Св. Анны 3-й степени, в 1835 году — чином коллежского советника, в 1839 году — статского советника, а в 1850 году — орденом Св. Анны 2- степени; 15 июня 1850 года он вышел вотставку, получив за 25-летнюю службу при университете звание заслуженного профессора.
Человек общительный и благожелательный, Брекер в среде профессорской корпорации и среди студентов пользовался большим расположением. Оставив преподавательскую деятельность, Брёкер последние годы жизни занимался адвокатурой по частным делам, так как пользовался славой опытного юриста; часы досуга посвящал литературе, охотно печатаясь в журналах.
Состоя с 1812 года действительным членом Рижского литературного общества (латыш.), Брёкер в 1823 году был избран в его почётные члены; в 1817 года он был принят в члены Курляндского общества литературы и искусства, а в 1830-х годах возглавлял Дерптское общество для взаимопомощи.
Умер 4 (16) марта 1854 года.

## Избранная библиография
- Einiges über den Unfug mit Bittschriften in Russland und dessen Abwendung. — Рига. 1817.
- Üeber die ärtztlichen Befundscheine, mid besonderes Hinsicht auf die russische Gesetzgebung. — Рига 1822.
- Dissertatio philosophico-juridica. Maleficus ob fugam е сarсеrе graviter puniendus est Regiom. 1825.
- Der 30 Iuli 1814, in St-Petersburg // Сб. «Livona». — 1815. — С. 235.
- Geschenke des Augenblicks t. d. Augenblick // «Livona's Blumenkranz». — Рига-Дерпт, 1818.
- Andachtsübungen u. Bibellesen während d. Haft (отрывок из сочинения "Uebеr Gefangene u. Gefängnisse") // Morgenblatt. — 1822. — №№ 258, 259, 261 и 262.
- Ряд статей, посвященных художественной критике и подписанных "—er" в "Merkels Zuschauer", гл. обр. за 1818 г.
- Цикл статей, художественного и юридического содержания, подписанных частью полным именем, частью "—er", а в 1821 году анонимных в газете Rigasche Stadtblätter, за 1820 и 1821 г.
- Beiträge zu der von T. К. Hartleben herausgegebenen Iustiz- u. Polizey-Fama.
- Alexander der Gesetzgeber — речь, произнесенная в дерптском университете 21 апреля 1827 г. — Riga. 1827.
- Practicura Iuridicum. Riga, 1827. — 12) Üeber das Cameral-Studium insbesondere auf russischen Uniwersitäten u. zunächst in Dorpat. — Дерпт. 1828.
- Многочисленные статьи в журнале "Innland", редактированием которого Брекер заведовал с мая по октябрь 1840 г. (перечень их помещен в конце № 40 этого журнала), в "Dorpatsche Zeitung", корреспонденции из Дерпта в газетах Zuschauer и Hande-Spenersche Zeitung.
- Eine juristische Hülfs-Anstalt в Hart-lebens Justiz- u. Polizei-Fama за 1830 год (в июльском выпуске).
- Die Polizei in Russland, dargestellt in Umrissen, allgemeiner Theil (там же, за 1831 г.).

Кроме того, Брекер издал несколько выпусков "Ежегодника для юристов" (Iahrbücher für Rechtsgelehrte in Russland).